# ツヴィ・カリシャー

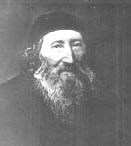
ツヴィ・カリシャー

ツヴィ・ヒルシュ・カリシャー（Zwi (Zevi) Hirsch Kalischer、1795年3月24日 - 1874年10月16日）は、プロイセン王国のタルムード学者で、ドイツにおけるシオニズム運動の先駆者。ポーゼン管区リッサ（現レシュノ）で生まれ、トルン（トルニ）で亡くなった。
正統派ユダヤ教徒のうちで、旧来のようにひたすらメシアを待つのではなく、積極的にパレスチナへの移住（シオンへの帰還）を実現すべきであると新たに説いた。実行のために1836年の手紙で、知己である二代目アムシェル・ロスチャイルドに、イェルサレムの地を時のオスマン帝国の君主マフムト2世から買い取るよう提案した。
1860年、トルンの自宅で集会を開き、それに基づいて1862年に出された「シオンを求めて」は、同年出版されたモーゼス・ヘスの「ローマとエルサレム」と共に、シオニズム運動の成立に大きな影響を与えた。翌1863年には、「パレスチナへのユダヤ人の殖民のための中央委員会」を設立。